# De Dion-Bouton Type K

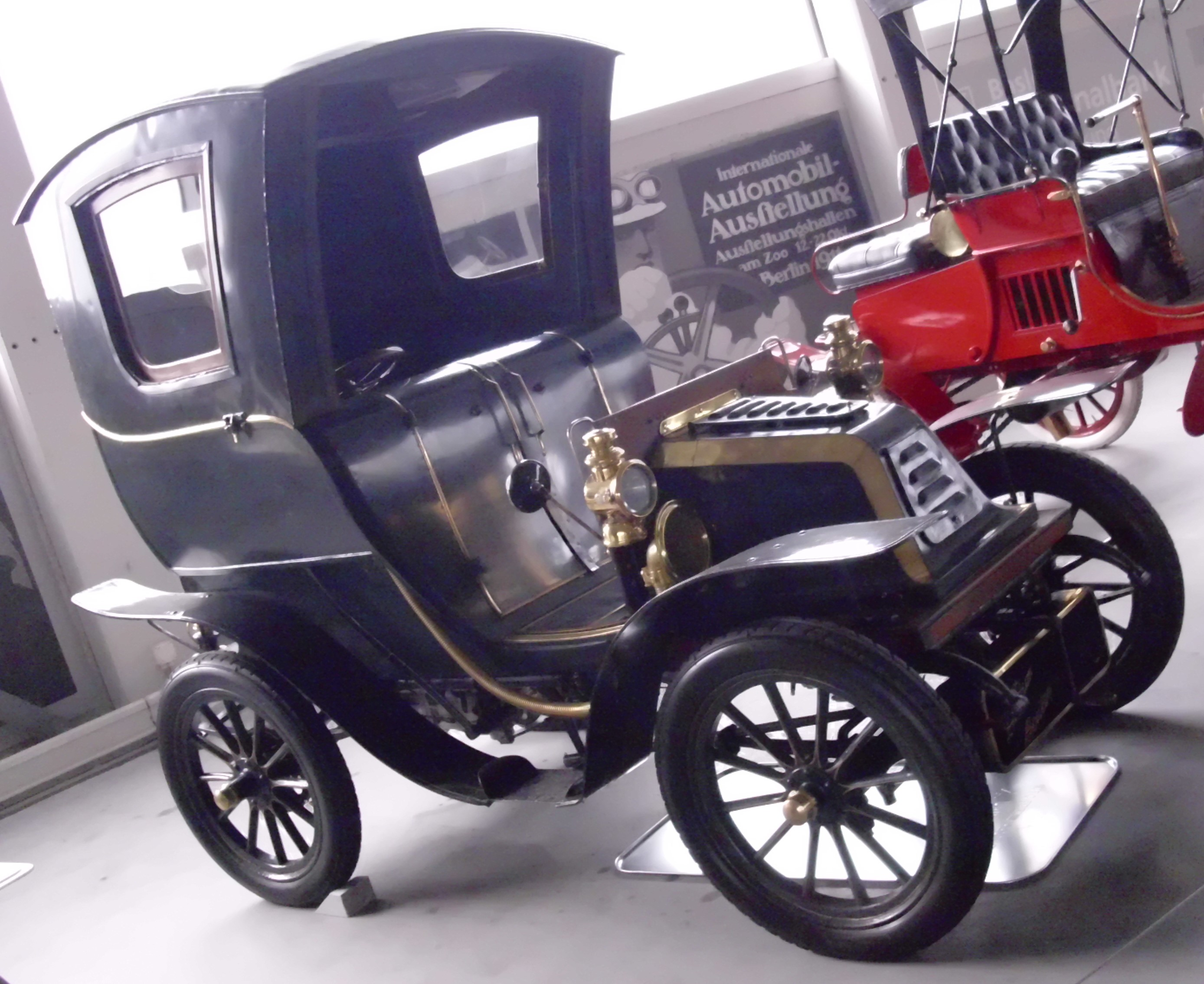
De Dion-Bouton Type K als Coupé

Der De Dion-Bouton Type K ist ein Pkw-Modell aus der Anfangszeit des 20. Jahrhunderts. Hersteller war De Dion-Bouton aus Frankreich.

## Beschreibung
Der Grundtyp, der auch Type K 1 genannt wird, erhielt seine Zulassung am 1. Februar 1902. Die Variante Type K 2 folgte im Mai 1902.
Der De-Dion-Bouton-Einzylindermotor hat 100 mm Bohrung, 110 mm Hub, 864 cm³ Hubraum und 8 PS Leistung. Er befindet sich direkt oberhalb der Vorderachse. Er treibt über ein Zweiganggetriebe und eine Kardanwelle die Hinterräder an. Die Hinterachse ist eine De-Dion-Achse. Der Type K 2 hat einen Motor mit 120 mm Hub und 942 cm³ Hubraum, der ebenfalls mit 8 CV eingestuft war.
Die Basis bildet ein Rohrrahmen. Zwei äußere Rohre laufen parallel zueinander. Dadurch ist der Lenkeinschlag der Vorderräder limitiert. Der Radstand beträgt 165 cm, die Spurweite 118 cm. Der Type K 2 hat 177 cm Radstand. Vorder- und Hinterräder haben jeweils zwölf Speichen.
Als stärkerer der beiden Frontmotortypen im Sortiment erhielten die Fahrzeuge üblicherweise einen viersitzigen Aufbau als Tonneau oder Doppelphaeton. Außerdem ist ein Coupé bekannt.
Eine Quelle gibt an, dass 899 Fahrzeuge dieses Types gefertigt wurden.
Nachfolger wurde der Type O, der am 9. September 1902 seine Zulassung erhielt.